# Kordula Kovac

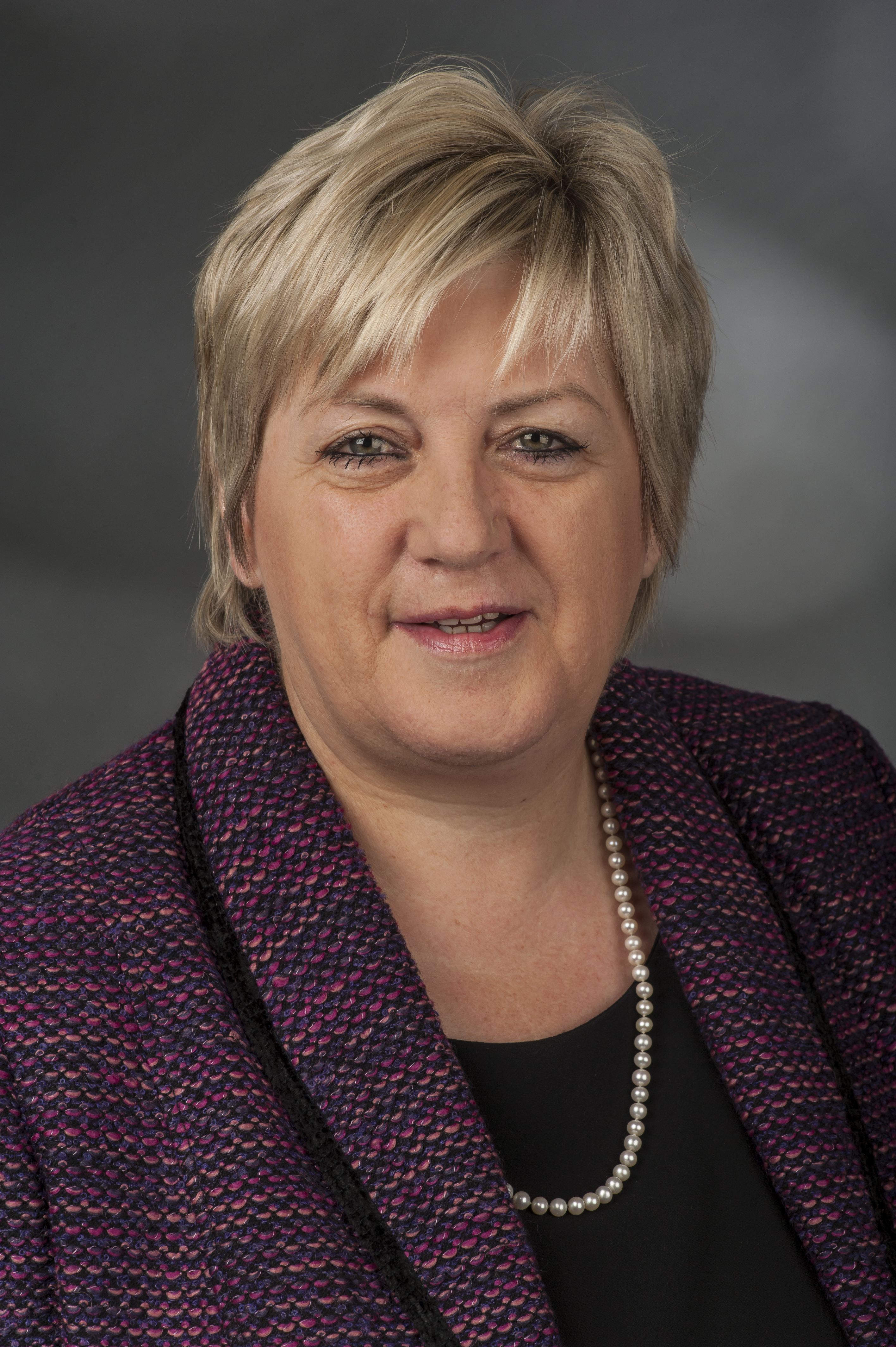
Kordula Kovac (2014)

Kordula Kovac (* 22. Oktober 1957 in Welschen Ennest) ist eine deutsche Politikerin (CDU). Vom 17. März 2021 bis zum Ende der Legislaturperiode am 26. Oktober 2021 war sie als Nachrückerin Mitglied des Deutschen Bundestages, dem sie bereits von 2013 bis 2017 angehörte.

## Leben und Beruf
Kordula Kovac wuchs in Welschen Ennest, in der Gemeinde Kirchhundem in Nordrhein-Westfalen auf. Nach der Mittleren Reife begann sie 1973 ihre Ausbildung zur Verwaltungsbeamtin im mittleren Dienst bei der Kreisverwaltung Olpe. Von 1980 bis 1987 leitete sie das Büro des CDU-Bundestagsabgeordneten Paul Breuer. Nach ihrer Hochzeit zog sie 1987 nach Wolfach in Baden-Württemberg. 2007 errichtete sie die Mineralienhalde Grube Clara, eine touristische Einrichtung. 2013, mit ihrem Einzug in den Bundestag, überschrieb sie die Mineralienhalde auf ihren Ehemann und ist seitdem als Geschäftsführerin tätig, seit ihrem Einzug in den Bundestag im Minijob. Sie arbeitete als freie Journalistin für verschiedene Zeitungen in ihrer Heimatregion. Kordula Kovac ist verheiratet mit Hans-Jörg Kovac und hat zwei erwachsene Kinder, eine Tochter und einen Sohn.

## Politik

### Partei
Kovac ist  Mitglied der CDU und der Christlich-Demokratischen Arbeitnehmerschaft (CDA). Seit 1993 ist sie Vorsitzende des CDU-Ortsverbandes Wolfach. Seit 1999 gehört sie dem Kreisvorstand der CDU Ortenau als Pressesprecherin, später als Schriftführerin und seit 2013 als stellvertretende Kreisvorsitzende an. Kordula Kovac war von 2015 bis 2021 Beisitzerin im Bezirksvorstand der CDU Südbaden.
Von 2015 bis September 2017 gehörte sie dem Landesvorstand der CDU Baden-Württemberg an.
2013 wurde Kordula Kovac in den Kreisvorstand der Frauen Union (FU) Ortenau gewählt, ist Mitglied im Bezirksvorstand der FU Südbaden und seit 2015 Mitglied im Landesvorstand der FU Baden-Württemberg.
Seit 2012 ist Kordula Kovac Mitglied im CDU-Landesfachausschuss Ländlicher Raum der CDU Baden-Württemberg.

### Kommunalpolitik
Von 1994 bis 2015 war sie Gemeinderätin und Fraktionsvorsitzende der CDU im Gemeinderat von Wolfach. Von November 1999 bis 2015 war Kordula Kovac stellvertretende Bürgermeisterin in Wolfach. Von 2009 bis 2019 war sie Kreisrätin im Ortenaukreis. 2019 wurde Kovac mit der höchsten Stimmzahl erneut in den Stadtrat von Wolfach gewählt und wieder zur stellvertretenden Bürgermeisterin gewählt.

### Abgeordnete
Bei der Bundestagswahl 2013 zog Kovac über die Landesliste der CDU Baden-Württemberg in den Deutschen Bundestag ein. Nachdem der zunächst gewählte Peter Hinz die Annahme seines Mandats abgelehnt hatte, wurde Kovac als Listennachfolgerin Mitglied des Deutschen Bundestages. Damit war Kovac keine sogenannte Nachrückerin, weil sie bereits bei der konstituierenden Sitzung des Deutschen Bundestages am 22. Oktober 2013 ihr Mandat übernahm. Im 18. Deutschen Bundestag war Kovac ordentliches Mitglied im Bundestagsausschuss Ernährung und Landwirtschaft. Dort war sie weinbaupolitische Sprecherin und Berichterstatterin ihrer Fraktion für Spirituosen und Sonderkulturen. Des Weiteren war sie ordentliches Mitglied im Petitionsausschuss und Schriftführerin im Deutschen Bundestag. Bei der Kreistagswahl 2014 kandidierte sie für die CDU und errang ein Ausgleichsmandat. Kovac engagierte sich als Abgeordnete zwischen 2013 und 2017 besonders für den ländlichen Raum und die Landwirtschaft.
Für die Bundestagswahl 2017 kandidierte Kovac auf Platz 10 der CDU-Landesliste Baden-Württemberg für ein Mandat im Deutschen Bundestag. Da die CDU alle Wahlkreise in Baden-Württemberg gewinnen konnte, kamen Listenkandidaten nicht zum Zuge. Am 17. März 2021 rückte Kovac für den im Rahmen der „CDU/CSU-Maskenaffäre“ ausgeschiedenen Nikolas Löbel in den Bundestag nach.

## Sonstiges
Kordula Kovac war Initiatorin und treibende Kraft, später Vorsitzende des Fördervereins Besucherbergwerk. Sie organisierte den Besucherdienst bis zu ihrem Einzug in den Bundestag.
Sie ist ehrenamtliche Vorsitzende des Fördervereins Besucherbergwerke Oberwolfach und Beisitzerin im Handballförderverein Wolfach. Seit 1995 ist sie Beisitzerin im Vorstand des Caritasverbandes Kinzigtal e. V.
Anfang 2017 initiierte sie die Gründung des Vereins ‚Netzwerk für Familien und Hebammen Ortenau e. V.‘. Kordula Kovac ist die 1. Vorsitzende des Vereins, der es sich zum Ziel gesetzt hat, die Versorgung mit Hebammenhilfe im ländlich geprägten Ortenaukreis zu verbessern. Der Verein wurde als Pilotprojekt durch das Bundesministerium für Ernährung und Landwirtschaft (BMEL) mit rund 100.000 Euro gefördert.